# زیردریایی کلاس ای
زیردریایی کلاس ای ممکن است به یکی از موارد زیر اشاره داشته باشد:
- زیردریایی کلاس ای (بریتانیا)
- زیردریایی کلاس ای (۱۹۰۳)